# GoForce
Nvidia GoForce era una línea de chipsets que se usaba principalmente en dispositivos portátiles como PDA y teléfonos móviles. Nvidia adquirió la firma de procesadores de pantallas gráficas MediaQ en 2003, y renombró la división como GoForce. Desde entonces, ha sido reemplazado por la serie de SoC Nvidia Tegra.

## Características

### GoForce 2100
Con captura de imagen VGA, aceleración de gráficos 2D, compatibilidad con JPEG y aceleración MJPEG. Se utiliza en el teléfono plegable basado en Palm OS Samsung SCH-M500.

### GoForce 2150
Con compatibilidad con cámara de 1,3 megapíxeles, compatibilidad con JPEG y aceleración de gráficos 2D. Admite imágenes de 3 megapíxeles con la actualización.

### GoForce 3000/GoForce 4000
La GoForce 4000 admite una cámara de 3,0 megapíxeles y el códec MPEG-4/H.263, mientras que la GoForce 3000 es una versión económica de la GoForce 4000 con funciones limitadas.

### GoForce 4500
Cuenta con soporte de gráficos 3D con un procesador de geometría y sombreadores de píxeles programables, utilizados en el dispositivo Gizmondo.

### GoForce 4800
Admite cámara de 3,0 megapíxeles y un motor de gráficos 3D.

### GoForce 5500
El GoForce 5500 es un procesador multimedia, incorpora Tensilica Xtensa HiFi 2 Audio Engine (basado en el procesador Xtensa LX con licencia en 2005). Puede decodificar formatos de video y audio, como WMV, WMA, MP3, MP4, MPEG, JPEG y es compatible con H.264. También incluye un procesador de sonido de 24 bits y 64 voces que admite hasta 32 MB de memoria externa, compatibilidad con cámaras de 10 megapíxeles y motor de gráficos 3D versión 2.

### GoForce 5300
Equipado con DRAM integrada (eDRAM) de 2.25 MiB en el proceso de 65 nm de TSMC, siendo el primero en la línea de productos GoForce. Se afirma que su tecnología multimedia es similar a la del 5500, pero no cuenta con un motor 3D y solo admite pantallas mucho más pequeñas.

### GoForce 6100
El último chiipset de la serie, el GoForce 6100 (presentado en 2007), que afirmaba ser el primer procesador de aplicaciones de Nvidia, agrega soporte para cámara de 10 megapíxeles y soporte integrado 802.11b/g (con RF externo), basado en el proceso de 130 nm. Contiene un núcleo ARM1176JZ-S de 250 MHz.

## Implementaciones
- Acer N300 PDA
- HTC Foreseer
- Gizmondo
- iMate Ultimate 6150
- iMate Ultimate 8150
- iRiver G10
- Kyocera W41K
- Kyocera W51K
- Kyocera W52k
- LG KC 8100
- Mitsubishi M900
- Motorola E770v
- Motorola RAZR V3x
- Motorola RAZR V3xx
- Motorola RAZR2 V9
- Motorola RAZR maxx V6
- O2 Xda Flame
- Samsung i310
- Samsung SGH-P910
- Samsung SGH-P940
- Samsung Sync SGH-A707
- Sandisk Sansa View
- Sendo X[12]
- Sharp EM-ONE S01SH
- SimCom S788
- Sony Ericsson W900
- Toshiba Portege G900